# Evolução do Colégio dos Cardeais sob o pontificado de Inocêncio XI
Abaixo está a evolução do colégio de cardeais durante o pontificado de Inocêncio XI e a subsequente vaga vaga .

## Composição para consistório
| Consistório                   | 1676 | 1689 |
| ----------------------------- | ---- | ---- |
| Outubro 1623                  | 1    |      |
| Novembro 1633                 | 1    |      |
| Dezembro 1641                 | 2    |      |
| Julho 1643                    | 3    |      |
| Consistórios de Urbano VIII   | 7    | 0    |
| Março 1645                    | 3    | 1    |
| Outubro 1647                  | 2    | 1    |
| Fevereiro 1652                | 4    | 1    |
| Junho 1653                    | 1    | 1    |
| Março 1654                    | 3    |      |
| Consistórios de Inocêncio X   | 13   | 4    |
| Abril 1657                    | 3    | 2    |
| Abril 1658                    | 1    | 1    |
| Abril 1660                    | 3    | 1    |
| Janeiro 1664                  | 10   | 2    |
| Fevereiro 1666                | 2    | 1    |
| Março 1667                    | 1    | 1    |
| Consistórios de Alexandre VII | 20   | 8    |
| Novembro 1667                 | 2    |      |
| Agosto 1669                   | 2    | 2    |
| Novembro 1669                 | 4    | 2    |
| Consistórios de Clemente IX   | 8    | 4    |
| Dezembro 1670                 | 2    | 1    |
| Agosto 1671                   | 3    | 1    |
| Fevereiro 1672                | 2    | 2    |
| Junho 1673                    | 6    | 3    |
| Maio 1675                     | 6    | 3    |
| Consistórios de Clemente X    | 19   | 10   |
| 1 de setembro de 1681         |      | 10   |
| 2 de setembro de 1686         |      | 24   |
| Consistórios de Inocêncio XI  |      | 34   |
| Total                         | 67   | 60   |

## Evolução durante o pontificado
| Data                    | Evento                                                                              | Total |
| ----------------------- | ----------------------------------------------------------------------------------- | ----- |
| 2 de agosto de 1676     | Abertura do Conclave de 1676                                                        | 67    |
| 21 de agosto de 1676    | Morte do Cardeal Virginio Orsini (61 anos)                                          | 66    |
| 27 de agosto de 1676    | Morte do Cardeal Carlo Bonelli (64 anos)                                            | 65    |
| 21 de setembro de 1676  | Eleição papal do Cardeal Benedetto Odescalchi com o nome de Inocêncio XI            | 64    |
| 21 de fevereiro de 1677 | Morte do Cardeal Girolamo Buonvisi (69 anos)                                        | 63    |
| 31 de agosto de 1677    | Morte do Cardeal Giulio Gabrielli, Sr. (76 anos)                                    | 62    |
| 12 de setembro de 1677  | Morte do Cardeal Camillo Massimo (57 anos)                                          | 61    |
| 28 de setembro de 1677  | Morte do Cardeal Pascual de Aragón-Córdoba-Cardona e Fernández de Córdoba (51 anos) | 60    |
| 26 de dezembro de 1677  | Morte do Cardeal Bernardo Gustavo de Baden-Durlach, O.S.B. (46 anos)                | 59    |
| 18 de abril de 1678     | Morte do Cardeal Buonaccorso Buonaccorsi (57 anos)                                  | 58    |
| 30 de abril de 1678     | Morte do Cardeal Sigismondo Chigi (29 anos)                                         | 57    |
| 6 de dezembro de 1678   | Morte do Cardeal Neri Corsini (64 anos)                                             | 56    |
| 24 de janeiro de 1679   | Morte do Cardeal Ulderico Carpegna (83 anos)                                        | 55    |
| 24 de agosto de 1679    | Morte do Cardeal Jean-François Paul de Gondi (65 anos)                              | 54    |
| 28 de agosto de 1679    | Morte do Cardeal Alfonso Michele Litta (70 anos)                                    | 53    |
| 10 de dezembro de 1679  | Morte do Cardeal Francesco Barberini (82 anos)                                      | 52    |
| 21 de abril de 1680     | Morte do Cardeal Lazzaro Pallavicino (78 anos)                                      | 51    |
| 11 de agosto de 1680    | Morte do Cardeal Giacomo Filippo Nini (51 anos)                                     | 50    |
| 29 de setembro de 1680  | Morte do Cardeal Mario Alberizzi (70 anos)                                          | 49    |
| 19 de outubro de 1680   | Morte do Cardeal Carlo Carafa della Spina (69 anos)                                 | 48    |
| 2 de novembro de 1680   | Morte do Cardeal Bernardino Rocci (53 anos)                                         | 47    |
| 5 de janeiro de 1681    | Morte do Cardeal Pietro Vidoni (70 anos)                                            | 46    |
| 1 de fevereiro de 1681  | Morte do Cardeal Juan Everardo Nithard, S.J. (73 anos)                              | 45    |
| 24 de maio de 1681      | Morte do Cardeal Celio Piccolomini (72 anos)                                        | 44    |
| 1 de setembro de 1681   | criação de 16 Cardeal                                                               | 60    |
| 1 de setembro de 1681   | Giambattista Spinola                                                                | 60    |
| 1 de setembro de 1681   | Antonio Pignatelli (Futuro Papa Inocêncio XII)                                      | 60    |
| 1 de setembro de 1681   | Stefano Brancaccio                                                                  | 60    |
| 1 de setembro de 1681   | Stefano Agostini                                                                    | 60    |
| 1 de setembro de 1681   | Francesco Buonvisi                                                                  | 60    |
| 1 de setembro de 1681   | Savo Millini                                                                        | 60    |
| 1 de setembro de 1681   | Federico Visconti                                                                   | 60    |
| 1 de setembro de 1681   | Marco Galli                                                                         | 60    |
| 1 de setembro de 1681   | Flaminio Taja                                                                       | 60    |
| 1 de setembro de 1681   | Raimondo Capizucchi, O.P.                                                           | 60    |
| 1 de setembro de 1681   | Giovanni Battista De Luca                                                           | 60    |
| 1 de setembro de 1681   | Francesco Lorenzo Brancati de Lauria, O.F.M.Conv.                                   | 60    |
| 1 de setembro de 1681   | Urbano Sacchetti                                                                    | 60    |
| 1 de setembro de 1681   | Gianfrancesco Ginetti                                                               | 60    |
| 1 de setembro de 1681   | Benedetto Pamphili                                                                  | 60    |
| 1 de setembro de 1681   | Michelangelo Ricci                                                                  | 60    |
| 23 de novembro de 1681  | Morte do Cardeal Carlo Rossetti (65 anos)                                           | 59    |
| 19 de fevereiro de 1682 | Morte do Cardeal Frederico de Hesse-Darmstadt (65 anos)                             | 58    |
| 12 de maio de 1682      | Morte do Cardeal Michelangelo Ricci (63 anos)                                       | 57    |
| 8 de setembro de 1682   | Morte do Cardeal Stefano Brancaccio (64 anos)                                       | 56    |
| 5 de outubro de 1682    | Morte do Cardeal Flaminio Taja (80 anos)                                            | 55    |
| 30 de janeiro de 1683   | Morte do Cardeal Cesare Facchinetti (74 anos)                                       | 54    |
| 5 de fevereiro de 1683  | Morte do Cardeal Giovanni Battista De Luca (69 anos)                                | 53    |
| 21 de março de 1683     | Morte do Cardeal Stefano Agostini (69 anos)                                         | 52    |
| 24 de julho de 1683     | Morte do Cardeal Marco Galli (64 anos)                                              | 51    |
| 24 de janeiro de 1684   | Morte do Cardeal Girolamo Boncompagni (51 anos)                                     | 50    |
| 2 de fevereiro de 1684  | Morte do Cardeal Giacomo Rospigliosi (54 anos)                                      | 49    |
| 5 de outubro de 1684    | Morte do Cardeal Francesco Albizzi (90 anos)                                        | 48    |
| 6 de outubro de 1684    | Morte do Cardeal Pietro Basadonna (67 anos)                                         | 47    |
| 30 de janeiro de 1685   | Morte do Cardeal Innico Caracciolo (77 anos)                                        | 46    |
| 8 de abril de 1685      | Morte do Cardeal Girolamo Gastaldi (69 anos)                                        | 45    |
| 26 de abril de 1685     | Morte do Cardeal Luigi Alessandro Omodei (76 anos)                                  | 44    |
| 11 de setembro de 1685  | Morte do Cardeal Paolo Savelli (62 anos)                                            | 43    |
| 4 de novembro de 1685   | Morte do Cardeal Girolamo Grimaldi-Cavalleroni (90 anos)                            | 42    |
| 2 de setembro de 1686   | criação de 27 Cardeais                                                              | 69    |
| 2 de setembro de 1686   | Giacomo de Angelis                                                                  | 69    |
| 2 de setembro de 1686   | Opizio Pallavicini                                                                  | 69    |
| 2 de setembro de 1686   | Ângelo Maria Ranuzzi                                                                | 69    |
| 2 de setembro de 1686   | Maximilian Gandolph von Künburg                                                     | 69    |
| 2 de setembro de 1686   | Veríssimo de Lencastre                                                              | 69    |
| 2 de setembro de 1686   | Marcello Durazzo                                                                    | 69    |
| 2 de setembro de 1686   | Orazio Mattei                                                                       | 69    |
| 2 de setembro de 1686   | Marcantonio Barbarigo                                                               | 69    |
| 2 de setembro de 1686   | Carlo Stefano Anastasio Ciceri                                                      | 69    |
| 2 de setembro de 1686   | Leopold Karl von Kollonitsch                                                        | 69    |
| 2 de setembro de 1686   | Etienne Le Camus                                                                    | 69    |
| 2 de setembro de 1686   | Johannes von Goes                                                                   | 69    |
| 2 de setembro de 1686   | Augustyn Michał Stefan Radziejowski                                                 | 69    |
| 2 de setembro de 1686   | Pier Matteo Petrucci, C.O.                                                          | 69    |
| 2 de setembro de 1686   | Pedro de Salazar Gutiérrez de Toledo                                                | 69    |
| 2 de setembro de 1686   | Wilhelm Egon von Fürstenberg                                                        | 69    |
| 2 de setembro de 1686   | Jan Kazimierz Denhoff                                                               | 69    |
| 2 de setembro de 1686   | José Saenz d'Aguirre, O.S.B.                                                        | 69    |
| 2 de setembro de 1686   | Leandro Colloredo, C.O.                                                             | 69    |
| 2 de setembro de 1686   | Fortunato Ilario Carafa della Spina                                                 | 69    |
| 2 de setembro de 1686   | Domenico Maria Corsi                                                                | 69    |
| 2 de setembro de 1686   | Giovanni Francesco Negroni                                                          | 69    |
| 2 de setembro de 1686   | Fulvio Astalli                                                                      | 69    |
| 2 de setembro de 1686   | Gasparo Cavalieri                                                                   | 69    |
| 2 de setembro de 1686   | Johannes Walter Sluse                                                               | 69    |
| 2 de setembro de 1686   | Francisco Maria de Médici                                                           | 69    |
| 2 de setembro de 1686   | Rinaldo d'Este                                                                      | 69    |
| 14 de janeiro de 1687   | Morte do Cardeal Lorenzo Raggi (72 anos)                                            | 68    |
| 3 de maio de 1687       | Morte do Cardeal Maximilian Gandolph von Künburg (64 anos)                          | 67    |
| 16 de julho de 1687     | Morte do Cardeal Johannes Walter Sluse (59 anos)                                    | 66    |
| 9 de agosto de 1687     | Morte do Cardeal Niccolò Albergati-Ludovisi (78 anos)                               | 65    |
| 18 de janeiro de 1688   | Morte do Cardeal Orazio Mattei (65 anos)                                            | 64    |
| 8 de maio de 1688       | Morte do Cardeal Alessandro Crescenzi (80 anos)                                     | 63    |
| 9 de maio de 1688       | Morte do Cardeal Felice Rospigliosi (49 anos)                                       | 62    |
| 13 de fevereiro de 1689 | Morte do Cardeal Carlos Pio de Saboia (66 anos)                                     | 61    |
| 8 de junho de 1689      | Morte do Cardeal Decio Azzolino, Jr. (66 anos)                                      | 60    |
| 12 de agosto de 1689    | Morte do Papa Inocêncio XI (78 anos)                                                | 60    |
| 23 de agosto de 1689    | Abertura do Conclave de 1689                                                        | 60    |
| 27 de setembro de 1689  | Morte do Cardeal Ângelo Maria Ranuzzi (78 anos)                                     | 59    |
| 6 de outubro de 1689    | Eleição papal do Cardeal Pietro Ottoboni com o nome de Alexandre VIII               | 58    |